# Trófea

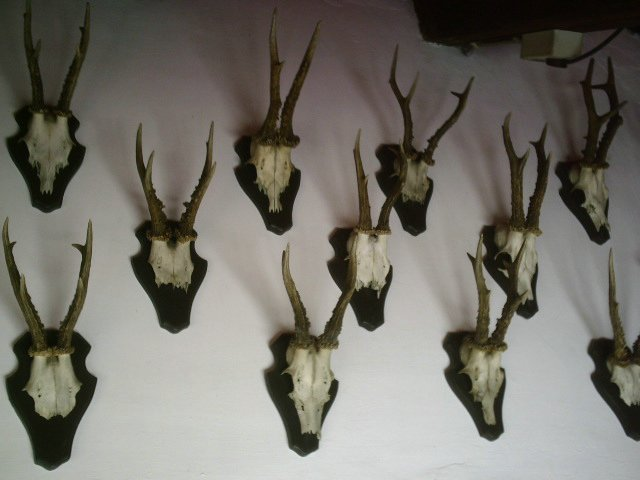
Vadásztrófeák Németországban

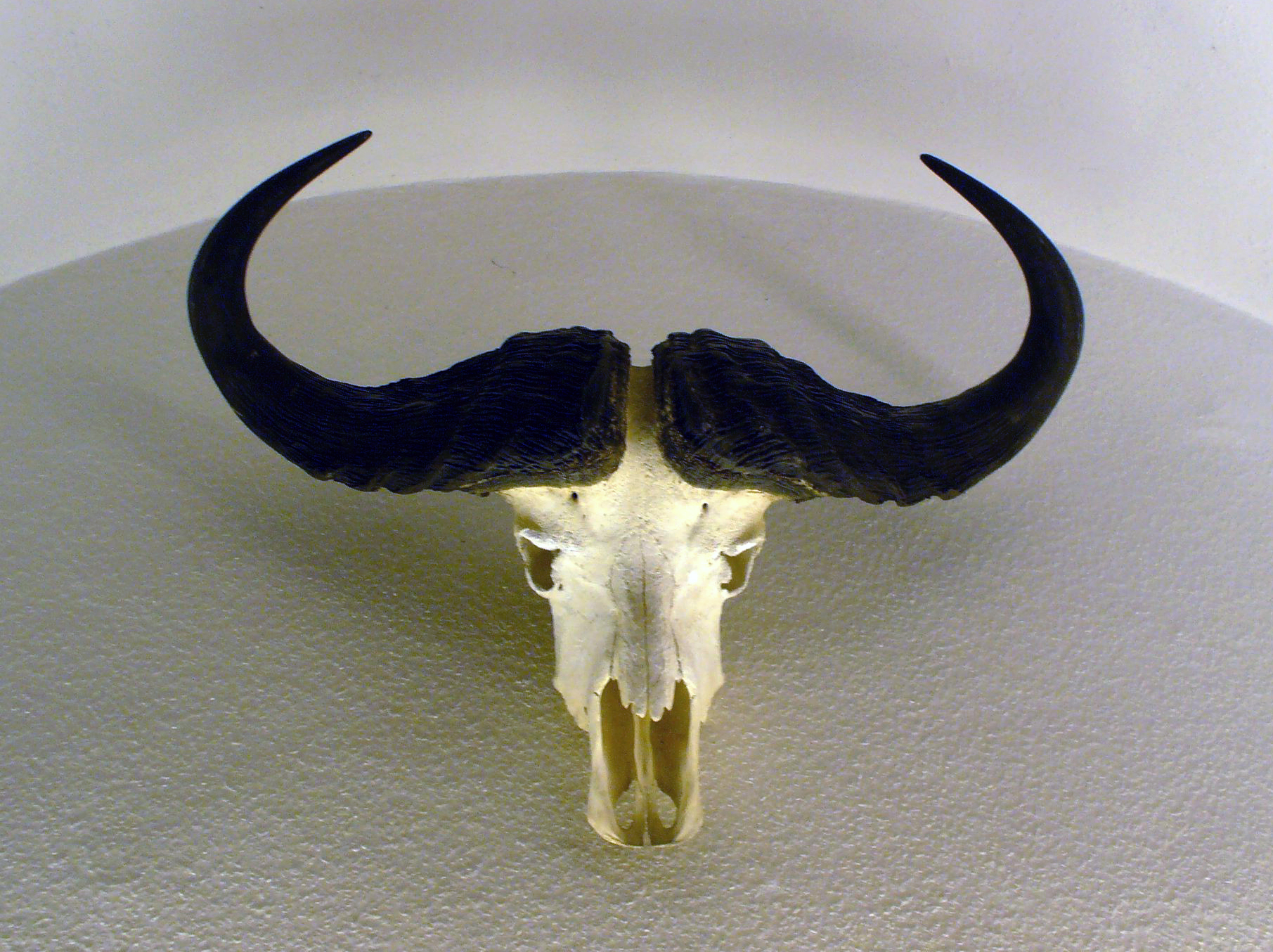
Kafferbivaly-trófea

A trófeák gyűjtésének kultusza elsősorban a német gyökerű vadászati kultúrájú országokra jellemző. A trófea görög eredetű szó, mely eredetileg győzelmi jelképet jelent. A vadász számára a trófea értékét nem a pénzben kifejezhető értéke adja, hanem az az emlék és élmény, amely a zsákmányolás körülményeihez fűződik.
A vadásztrófea fogalmán nem csupán agancsot, agyarat, szarvat stb. értik, hanem magát a vadat vagy annak egy részét, amelyet megfelelő módon tartósították. A vadász a vad elejtése és egy részének megfelelően ízléses kikészítése után jut a trófea birtokába. A trófeakezelés és a kikészítés ismerete minden vadász számára fontos, mivel nem közömbös, hogy egy-egy jelentős értéket képviselő trófeát hogyan őriznek meg, milyen állapotban kerül a bíráló bizottság elé, illetve határokon túlra.
A trófeák gyűjtése és a nagyságukban való vetélkedés mai hagyományai a középkori nemesek és arisztokraták vetélkedéséig vezethetők vissza. A trófeakultusznak azonban ennél régebbiek a gyökerei, így például a Delphi Múzeumban (Görögország) a kiállított tárgyak között egy vaddisznót vivő vadász szobra is látható a kiállított tárgyak között. A vállain átvetett vaddisznót úgy lehet tekinteni, mint amikor az erős és győztes férfi zsákmányát, azaz a trófeát, diadalmasan felmutatja. A szintén görög Mükénében a kiállított tárgyak között ókori vaddisznóagyarak is láthatók, melyek száma (10 db) jelzi, hogy ezeket már szándékosan gyűjtötték. A legkevesebb 13 cm hosszú agyarakból kikövetkeztethető, hogy legalább 80 kg-os vadkanokról volt szó, amik akkor sem lehettek gyakoriak és elejtésük igazi kihívás lehetett. Az ilyen kan elejtése nehéz feladat volt, ami során a vadász életét is veszélyeztethette, azaz az agyarak megőrzése  bizonyítékul szolgált a vadász erejére és tudására is.
A középkori Európából számtalan bizonyítékunk arra, hogy a ritka és veszélyes állatok agancsai, szarvai, agyarai vagy fogai és karmai szintén az elejtőik erejét és vadásztudását hirdették. Hétszáz évvel ezelőtt az őstulkok szarvai a lengyel uralkodók kincsei voltak, aminek csak e faj megritkulása lehetett az oka. Elég arra gondolni, hogy ekkor még az uralkodók is lóhátról, dárdával vagy karddal vadásztak nagyvadra. Ezek veszélyesek és sokszor végzetesek lehettek, elég csak Imre hercegre gondolni, akit egy vadkan ölt meg. Európa számtalan országában számos kastélyban őriztek meg sok százéves agancsokat, amik csak azért maradtak fenn, mert mint trófeáknak értékük volt.
A trófeavadászat a természet olyan hasznosítása, mint amilyen az erdészet és a halászat, amit szintén törvények szerint folytatnak. Minden vadfajra csak addig lehet vadászni, amíg a faj állománya vagy élőhelye nem romlik. Ezért a vadászok érdekeltebbek abban, hogy a vadállományokat és élőhelyüket is úgy őrizzék meg, ami e fajok hasznosítását tartamosan biztosítja. Korunkban a trófeavadászat szemlélete is változik. A múltban a trófeák gyűjtésének célja a minél nagyobb trófeák megszerzése és a rekordok megdöntése volt. A trófeák ma már a vadgazdálkodás minőségének értékelésére és a vadász tudásának megítélésére szolgáló indikátorok. A trófeabírálatban is egyre többször merül fel a természetesség kérdése, és ez nem csak az agancsok vagy szarvak formájára, hanem a vad elejtésének eszközére, módszereire vagy származására is vonatkozik.
A trófeagyűjtés a világban feltételezhetően a vadászati turizmus növekedésének hatására terjedt el.